# Queen-Elizabeth-Nationalpark
Der Queen-Elizabeth-Nationalpark (QENP, inoffiziell auch QEP) liegt im Westen Ugandas. Er besteht seit dem Jahr 1952. Er wurde zu Ehren der britischen Königin Elisabeth II. anlässlich eines Besuches in den Commonwealth-Staat benannt. 

## Geografie
Der Park hat eine Größe von 2056 km² und grenzt im Westen an den Eduardsee und den Virunga-Nationalpark in der Demokratischen Republik Kongo, von dem er durch den Fluss Ishasha getrennt ist und im Norden an das Ruwenzori-Gebirge. Teile des Parks liegen in den Distrikten Kasese, Rubirizi, Rukungiri und Bushenyi.
Die Höhe über dem Meeresspiegel beträgt 1000 bis 1300 m, im Ruwenzori-Gebirge steigt sie auf 5110 m an. Der Jahresniederschlag variiert zwischen 700 mm in Mweya, mitten im Park, und 1250 mm im Norden und im Maramagambowald.
Am besten erschlossen ist das Gebiet um das Besucherzentrum auf der Mweya-Halbinsel zwischen Eduardsee und dem Kazinga-Kanal. Dieser fließt vom Georgsee im Osten mit geringem Gefälle zum Eduardsee im Westen des Nationalparks. Bei Bootsfahrten auf dieser natürlichen Wasserstraße bieten sich hervorragende Beobachtungsmöglichkeiten für Flusspferde und Pelikane sowie für Zugvögel, die den europäischen Winter hier verbringen (Gastvögel).

## Flora und Fauna

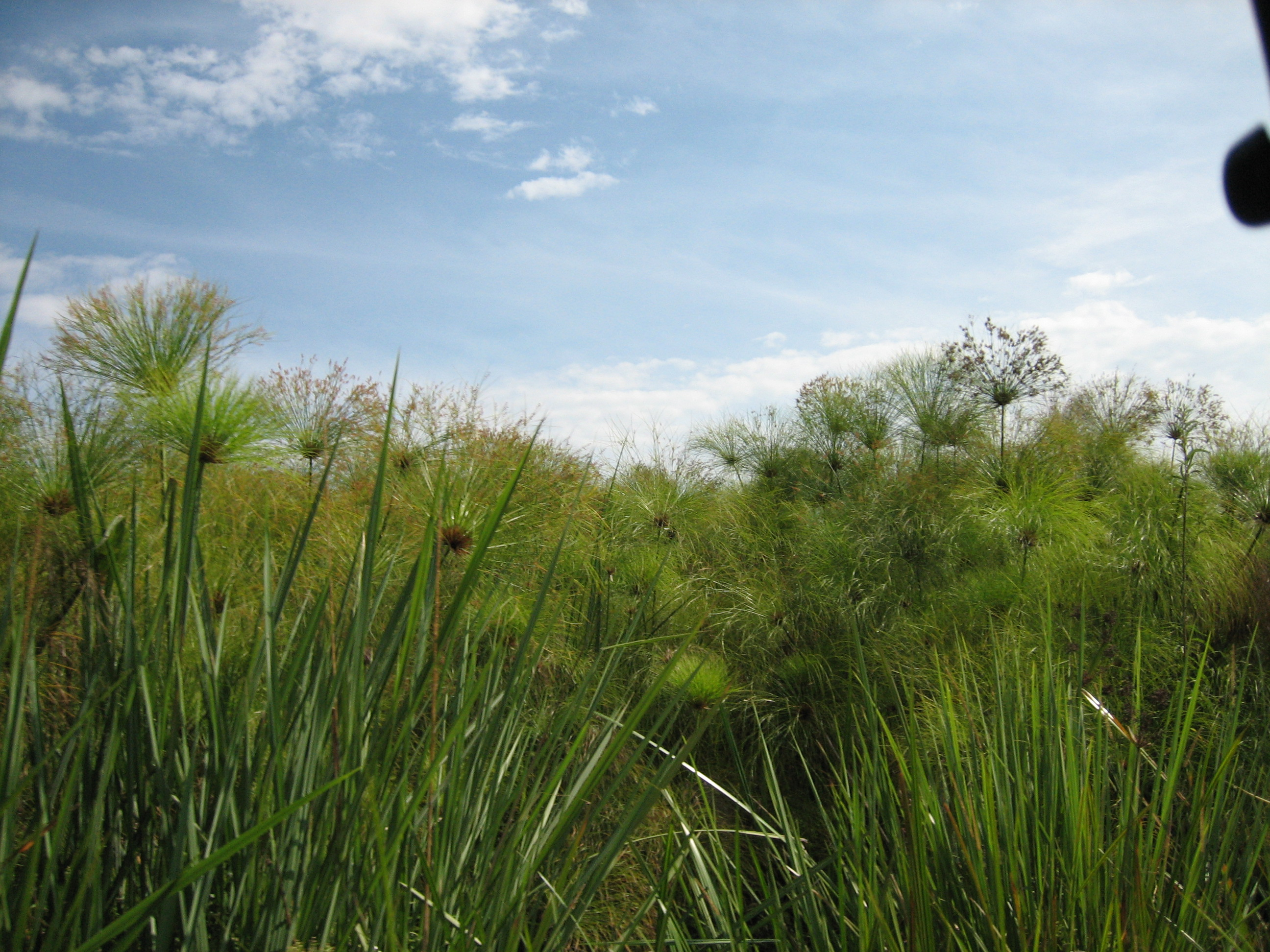
Sichtbares Zeichen für Sumpf- und Feuchtgebiete in Uganda: Papyrus-Pflanzen

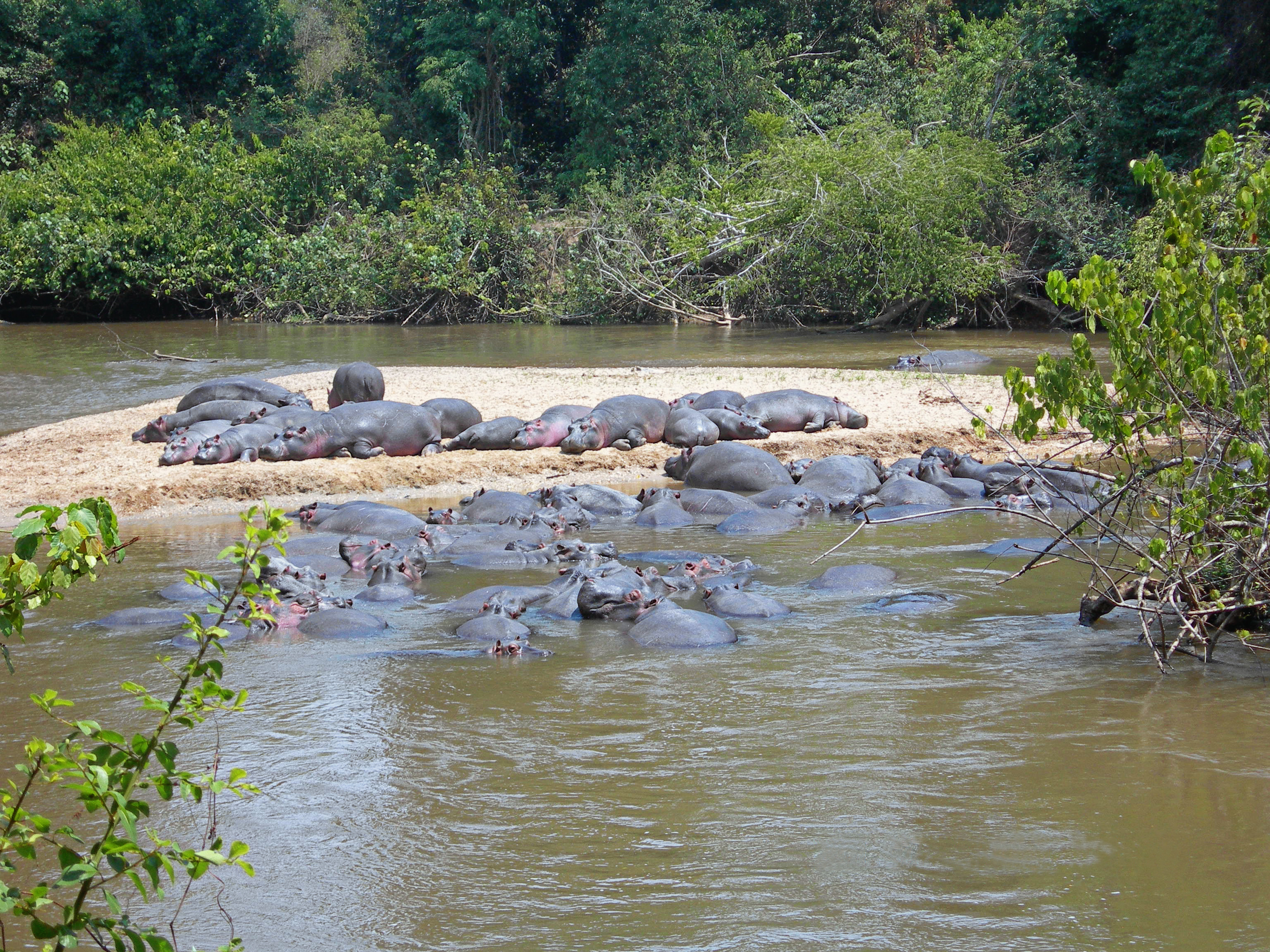
Flusspferde auf einer Sandbank vom QENP (Region Ishasha) aus gesehen. (Der Fluss Ishasha liegt an dieser Stelle auf dem Gebiet der Demokratischen Republik Kongo.)

Die Pflanzen- und Tiergesellschaften umfassen die Lebensbereiche der offenen Savanne, des tropischen Regenwaldes, dichter Papyrus-Sümpfe, von Krater-Landschaften und -Seen, sowie der beiden Seen des Ostafrikanischen Grabenbruchs, Eduardsee und Georgsee.
Tropischer Regenwald wächst im Südosten des Queen-Elizabeth-Nationalparks, nördlich des Georgsees sind ausgedehnte Papyrussümpfe anzutreffen. Beide Seiten des Kazinga-Kanals werden von dichtem Buschland dominiert. Grasflächen und Akaziensavannen finden sich nördlich des Kazinga-Kanals, im mittleren Teil des Parkes und in der Ishasha-Region im äußersten Süden. In der Crater Area herrscht Grasland vor.

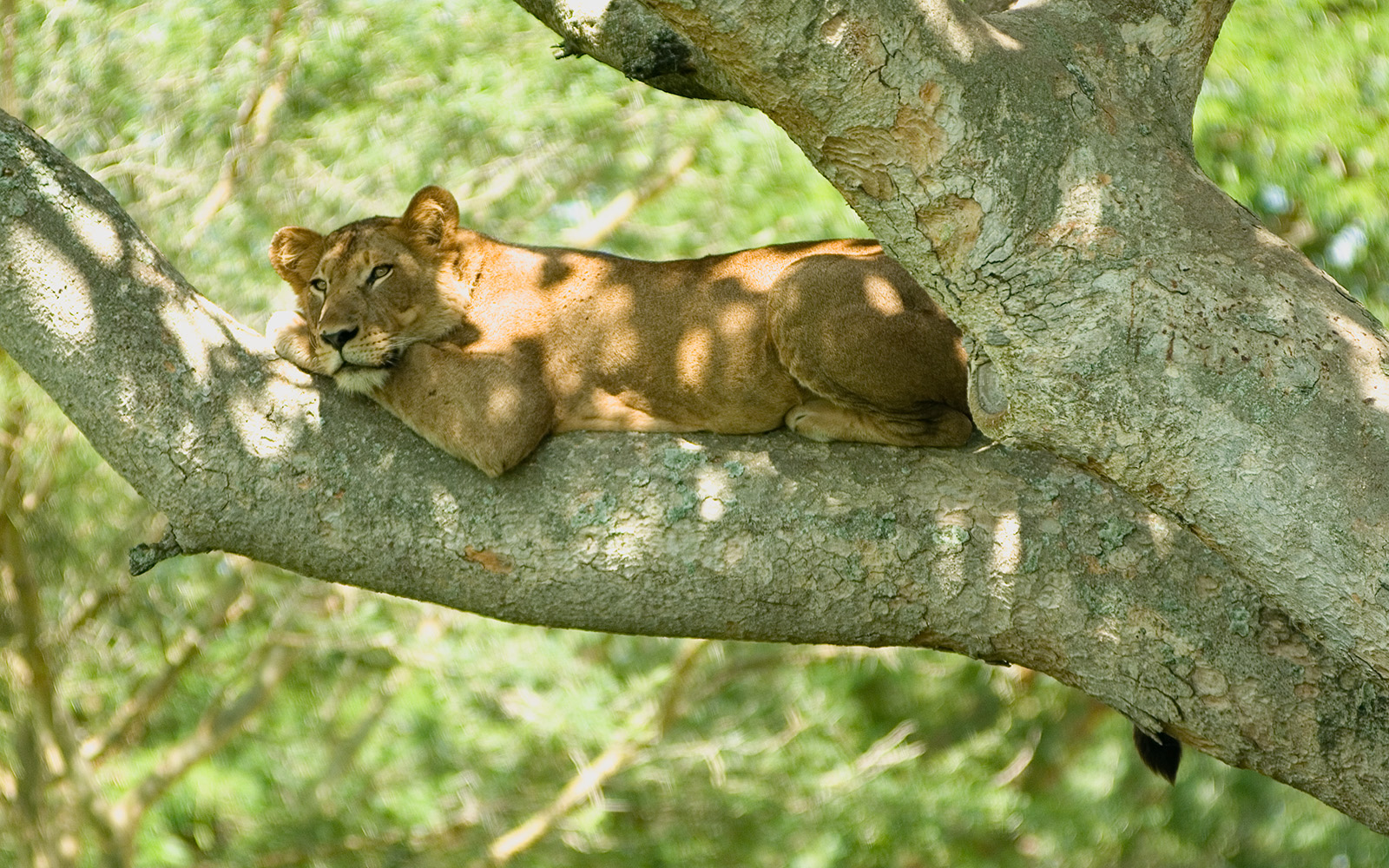
Löwin auf einem Baum in der Ishasha-Region im südlichen QENP

Der Park ist mit knapp 100 Säugetierarten und über 600 verschiedenen Vogelarten besonders artenreich. In der im Osten des Parks gelegenen Bachschlucht Kyambura Gorge lassen sich habituierte Schimpansen sowie weitere Primatenarten beobachten. Im Maramagambo-Wald finden sich auch verschiedene Affenarten und Riesenwaldschweine. Im Süden des Parks, im Ishasha-Gebiet, kann man Kronenkraniche, die Wappenvögel Ugandas, und Topis beobachten, wobei die großen Ansammlungen von Topis, für die dieses Gebiet früher berühmt war, inzwischen zusammengebrochen sind. Dort haben Löwen die Angewohnheit, auf Bäume zu klettern. Die Kraterseen und Salzseen erscheinen aus der Ferne wegen der hohen Flamingo-Bestände mitunter rosarot.

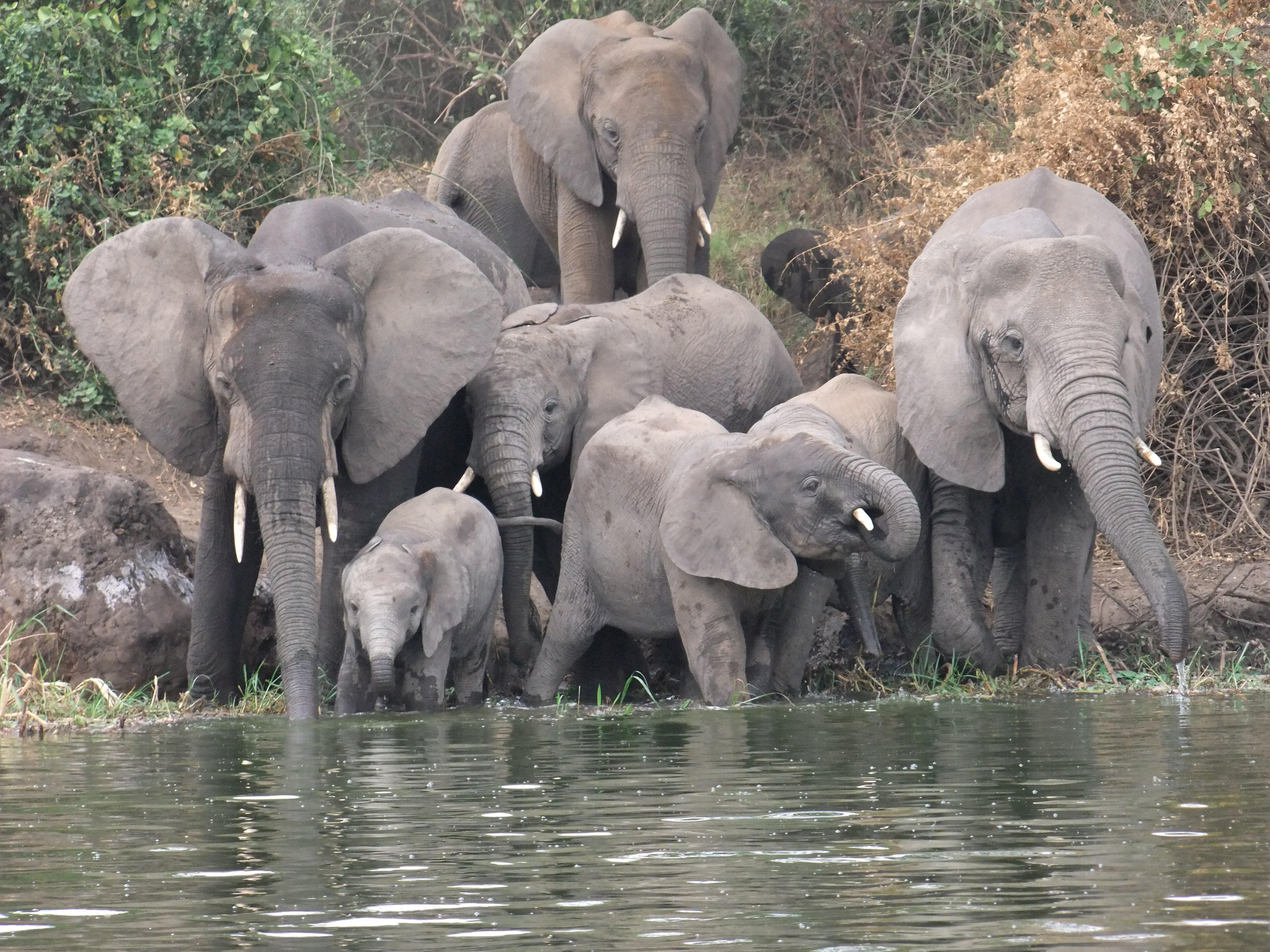
Elefanten am Kazinga-Kanal

Weitere typische oder bekannte Tierarten des Nationalparks sind zum Beispiel die häufigen Uganda-Grasantilopen, Afrikanische Büffel, Bleichböckchen, Elefanten, Löwen und Zebramangusten sowie verschiedene Eisvögel, Schreiseeadler und Goliathreiher. Die Elefantenbestände sanken durch Wildereidruck von etwa 4000 Tieren im Jahr 1971 über 2931 im Jahr 1973 und 1978 Individuen im Jahr 1981 auf ungefähr 700 im Jahr 1987.
Lebensraum für Elefanten würden auch das Kigezi-Wildschutzgebiet mit 330 km² im Süden des Nationalparkes, das 550 km² große Kitale-Forest-Reservat im Norden und das nahezu 500 km² umfassende Toro-Semliki-Reservat bieten.